# Sudans riksvapen
Sudans riksvapen avbildar en sekreterarfågel, en fågel som är typisk för Sudan. Inskriptionen upptar statens namn och valspråk "Segern är vår".
Emblemet visar en fågel utan sköld. Det följer därmed inte traditionellt heraldiskt formspråk.